# Casimiro Olañeta
José Joaquín Casimiro Olañeta y Güemes (La Plata (hoy Sucre), Imperio español; 3 de marzo de 1795 - Sucre, Bolivia; 12 de agosto de 1860) fue un político boliviano de gran influencia en la Independencia del Alto Perú (Bolivia), tanto de España como de las Provincias Unidas del Río de la Plata. Es también conocido por haber sido sobrino y asistente del último gobernante realista del Alto Perú, el Mariscal Pedro Antonio Olañeta.

## Biografía
Inició estudios en el Colegio y la Universidad de Córdoba.
Regresó a su Alto Perú natal en 1813, acompañando las tropas independentistas del Ejército del Norte, con la intención de continuar sus estudios en la Universidad de su ciudad natal. Se quedó allí después de la batalla de Ayohuma. Un año más tarde huyó de la ciudad cuando fue ocupada por el Ejército al mando de José Rondeau, poniéndose a órdenes del general Joaquín de la Pezuela en Oruro.
Regresado a Chuquisaca, en 1817 se doctoró en leyes y ocupó cargos de mucha importancia en la Real Audiencia de Charcas. Ésta lo autorizó a prestar asistencia legal al ejército realista, que desde 1820 tenía su base en Tupiza y estuvo al mando de su tío, el general Pedro Antonio Olañeta. Este lo nombró su secretario y le encargó de darle una orientación política a su acción militar.
En 1823, al llegar la noticia de la restauración de Fernando VII como rey absoluto, los Olañeta proclamaron que desconocían la autoridad del virrey liberal José de la Serna y salieron de Potosí llevándose los fondos reales y las joyas de las iglesias. El general formó su propio ejército y su sobrino lo convenció de proclamarse virrey.
De la Serna envió contra él al general Jerónimo Valdés, debilitando aún más a sus ejércitos. Si bien en un principio firmaron un tratado, la intransigencia de los Olañeta llevó a la ruptura y la lucha armada entre los dos partidos realistas; cuando en noviembre llegó la noticia de la victoria de Simón Bolívar en la batalla de Junín, Valdés se retiró al Perú; sería derrotado algunos meses más tarde, junto con el virrey, en la batalla de Ayacucho.

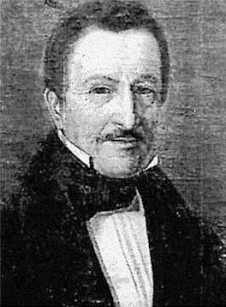
José Joaquín Casimiro Olañeta y Güemes

Los historiadores bolivianos suelen afirmar que la intención de Casimiro Olañeta fue asegurarse la división entre los realistas para lograr la independencia del Alto Perú tanto de España como de Perú y la Argentina, pero no hay un acuerdo generalizado en ese punto.
En enero de 1825, se alejó de su tío, se trasladó a Puno y entró con el general Sucre al Alto Perú. Ciudades y ejércitos enemigos se entregaron sin combatir; mientras tanto su tío fue ultimado por uno de sus oficiales cerca de Chuquisaca.
Sucre lo habilitó a reunir una Asamblea Nacional, en Chuquisaca, de la que fue elegido miembro, y fue uno de los firmantes de la Declaración de Independencia de Bolivia el 6 de agosto de 1825. Para forzar a Bolívar a aceptar que el Alto Perú se independizase de las Provincias Unidas del Río de la Plata –contrariando sus manifestaciones anteriores, a favor de conservar los límites de los antiguos virreinatos del imperio español, es decir, el uti possidetis iure– propuso y logró que la Asamblea bautizara al nuevo país como "República de Bolívar", nombre que tiempo después fue cambiado a República de Bolivia. Fue el encargado de llevar a Bolívar la noticia de la declaración de independencia y de presionarlo para que la aceptara.
Fue ministro de los presidentes Andrés de Santa Cruz, José Ballivián, Manuel Isidoro Belzu, José Miguel de Velasco y José María Linares, además de diputado y embajador en Francia en distintos períodos. Tuvo activa participación en la redacción de los códigos civil y penal de su país.
Durante varios años residió en Salta, desterrado por orden de Belzu, hasta el año 1860, en que fue nombrado presidente de la Corte Suprema de Justicia de Bolivia, cargo que ocupó durante algunos meses, ya que falleció ese mismo año.
Fue quien junto a M. Urcullu escribió el texto ‘Apuntes para la historia de la Revolución del Alto Perú’ de 1855, mismo que en su redacción se pone asimismo como hombre importante en el nacimiento de Bolivia y así quedar en la historia de esa forma, pero para evitar ser cuestionado y auto validarse perdiendo legitimidad, de manera poco ética no colocaron con Urcullu sus nombres como autores, sino solo pusieron "por unos patriotas". Hoy el Ministerio de Culturas y Deporte de España dan la autoria de este texto a Urcullu, por estas y otras actitudes poco éticas era conocido como "dos caras".